# العلاقات الفنزويلية النيبالية
العلاقات الفنزويلية النيبالية هي العلاقات الثنائية التي تجمع بين فنزويلا ونيبال.

## مقارنة بين البلدين
هذه مقارنة عامة ومرجعية للدولتين:
| وجه المقارنة                                              | فنزويلا                                  | نيبال                             |
| --------------------------------------------------------- | ---------------------------------------- | --------------------------------- |
| المساحة (كم2)                                             | 916.45 ألف                               | 147.18 ألف                        |
| عدد السكان (نسمة)                                         | 28.87 مليون                              | 29.40 مليون                       |
| الكثافة السكانية (ن./كم²)                                 | 31.5                                     | 199.76                            |
| العاصمة                                                   | كاراكاس                                  | كاتماندو                          |
| اللغة الرسمية                                             | اللغة الإسبانية، لغة الإشارة الفنزويلية ‏ | اللغة النيبالية                   |
| العملة                                                    | بوليفار فنزويلي                          | روبية نيبالية                     |
| الناتج المحلي الإجمالي (بليون دولار)                      | 482.36 مليار                             | 24.47 مليار                       |
| الناتج المحلي الإجمالي (تعادل القوة الشرائية) بليون دولار |                                          | 70.20 مليار                       |
| الناتج المحلي الإجمالي الاسمي للفرد دولار أمريكي          |                                          | 743                               |
| الناتج المحلي الإجمالي للفرد دولار أمريكي                 |                                          | 2.37 ألف                          |
| مؤشر التنمية البشرية                                      | 0.762                                    | 0.548                             |
| رمز المكالمات الدولي                                      | +58                                      | +977                              |
| رمز الإنترنت                                              | .ve                                      | .np                               |
| المنطقة الزمنية                                           | 00                                       | UTC+05:45، التوقيت الموحد لنيبال ‏ |

## منظمات دولية مشتركة
يشترك البلدان في عضوية مجموعة من المنظمات الدولية، منها:
| علم المنظمة | اسم المنظمة                        | تاريخ انضمام فنزويلا | تاريخ انضمام نيبال |
| ----------- | ---------------------------------- | -------------------- | ------------------ |
|             | منظمة التجارة العالمية             | ?                    | ?                  |
|             | مؤسسة التمويل الدولية              | 28 ديسمبر 1956       | 7 يناير 1966       |
|             | منظمة حظر الأسلحة الكيميائية       | ?                    | ?                  |
|             | الأمم المتحدة                      | 15 نوفمبر 1945       | 14 ديسمبر 1955     |
|             | منظمة الشرطة الجنائية الدولية      | ?                    | ?                  |
|             | البنك الدولي للإنشاء والتعمير      | 30 ديسمبر 1946       | 6 سبتمبر 1961      |
|             | الاتحاد البريدي العالمي            | ?                    | ?                  |
|             | وكالة ضمان الاستثمار متعدد الأطراف | 9 مايو 1994          | 9 فبراير 1994      |
|             | يونسكو                             | 25 نوفمبر 1946       | 1 مايو 1953        |

## وصلات خارجية
- موقع وزارة الخارجية الفنزويلية
- موقع وزارة الخارجية النيبالية